# Ray Richards
Ray Richards (ur. 18 maja 1946) – australijski piłkarz pochodzenia angielskiego. Grał na pozycji pomocnika.

## Kariera klubowa
Ray Richards w 1963 roku zdecydował się na wyjazd do Australii do klubu rozpoczął karierę w Latrobe. Potem w 1968 roku przeszedł do Hollandia. W 1969 występował w klubach New Lambton i Sydney Croatia. W latach 1969–1977 grał w Marconi Sydney, dwukrotnie zdobywając wicemistrzostwo stanu Nowa Południowa Walia. Karierę piłkarską zakończył w 1979 roku w klubie APIA Leichhardt.

## Kariera reprezentacyjna
Ray Richards w 1967 zdecydował się na grę w reprezentacji Australii. Zadebiutował w reprezentacji 5 listopada 1967 w wygranym 5-3 meczu z Nową Zelandią w Sajgonie. W 1973 Australia awansowała po raz pierwszy w historii do Mistrzostw Świata 1974, a Rooney uczestniczył w eliminacjach. Na turnieju w RFN Rooney wystąpił we wszystkich trzech meczach z NRD, RFN i Chile, w którym został wyrzucony z boiska w 83 min. Mecz z Chile był jego ostatnim w reprezentacji. Ogółem w latach 1967–1974 wystąpił w 29 spotkaniach i strzelił 4 bramki.

## Kariera trenerska
Podczas gry w Marconi dwukrotnie pełnił rolę grającego trenera w 1974 i 1976 roku.
Ray Richards jest członkiem Australian Football (Soccer) Hall of Fame.